# Miguelete
Miguelete – miasto w Urugwaju, w departamencie Colonia.